# SMS G 137
G 137 – niemiecki niszczyciel z okresu I wojny światowej, zmodyfikowanego typu G 132. Jednostka eksperymentalna, jeden z pierwszych niemieckich niszczycieli napędzany turbinami parowymi. W 1916 roku jego nazwę zmieniono na T 137 Po wojnie pozostał w aktywnej służbie. W 1921 roku sprzedany do stoczni złomowej.

## Historia i opis
G137 miał być ostatnim okrętem typu G132, lecz zdecydowano wyposażyć go doświadczalnie w napęd przy pomocy turbin parowych zamiast maszyn parowych. Wcześniej z niemieckich niszczycieli turbiny otrzymał doświadczalnie jedynie S125. Pociągnęło to za sobą konieczność zwiększenia rozmiarów okrętu. Wybrano zespół turbin systemu Parsonsa, z turbiną wysokiego ciśnienia i dwoma niskiego ciśnienia oraz turbiną prędkości krążowniczej i dwoma biegu wstecznego. Parę zapewniały cztery kotły  typu Marynarki o ciśnieniu 17 atmosfer. Siłownia zapewniała moc 10 800 KM. Zużycie paliwa było o 2 t na godzinę większe, niż w  typie G132, lecz okręt rozwijał znacząco wyższą prędkość (33,9 w wobec 28 w).
Okręt wszedł do służby 24 lipca 1907 roku. Od 1914 roku był wykorzystywany jako okręt szkolny, a podczas I wojny światowej, w 1915 roku został okrętem flagowym flotylli okrętów podwodnych. 25 września 1916 roku został przemianowany na T137, w celu zwolnienia numeru dla nowych niszczycieli.
Po wojnie został pozostawiony Niemcom, lecz skreślono go z listy floty 22 marca 1921 roku, a 28 maja tego roku został sprzedany na złom. Złomowany w Wilhelmshaven.